# Baerle
Cet article court présente un sujet plus développé dans : Baerle-Duc et Baerle-Nassau.

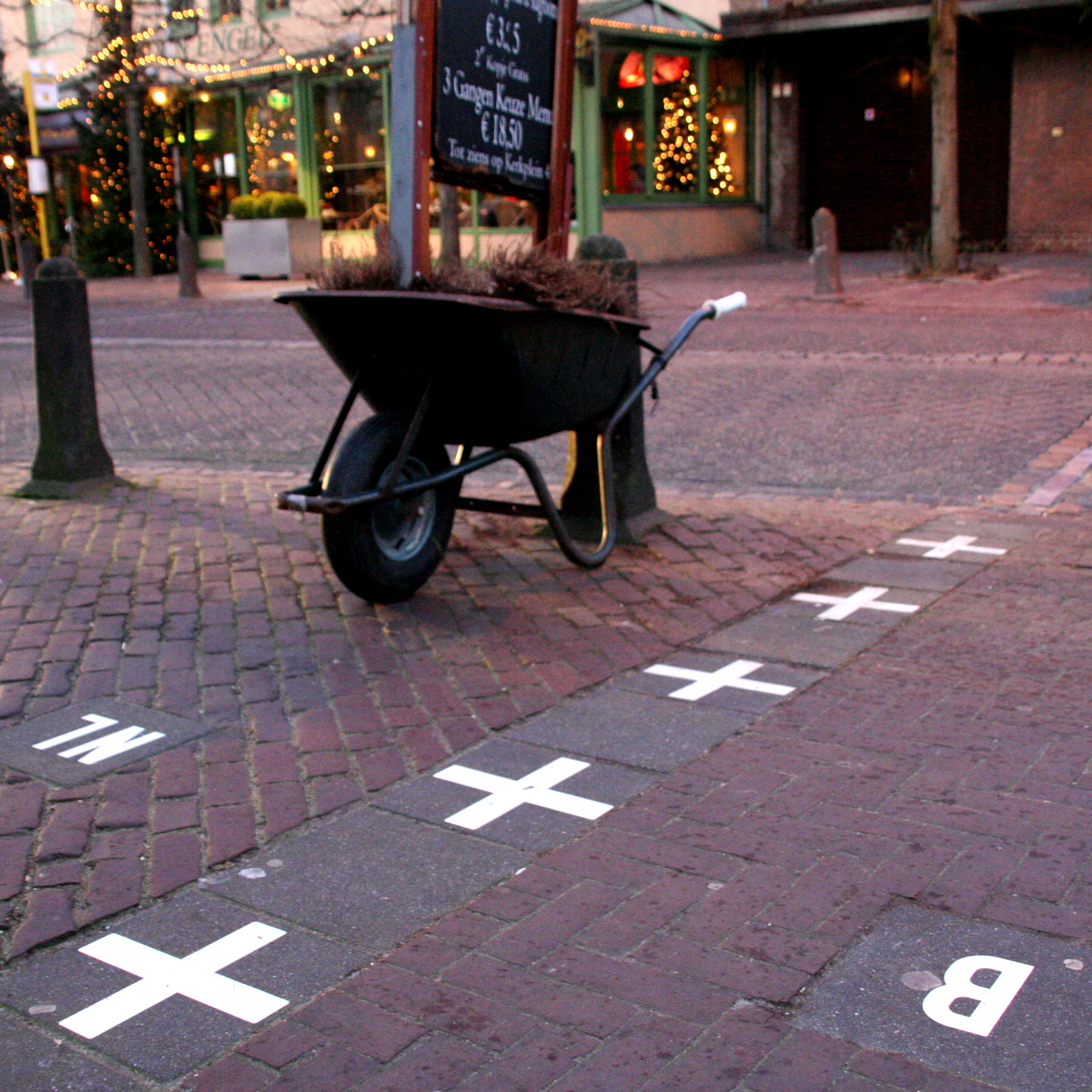
Tracé de la frontière entre la Belgique et les Pays-Bas à Baerle.

Baerle (en néerlandais : Baarle) est une petite ville partagée entre les Pays-Bas et la Belgique. Elle est divisée entre les municipalités de :
- Baerle-Duc (en néerlandais : Baarle-Hertog) du côté belge (province d'Anvers) ;

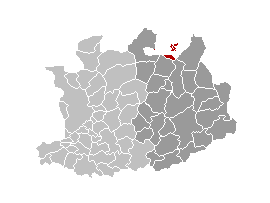
Baerle-Duc, Anvers, Belgique.

- Baerle-Nassau (en néerlandais : Baarle-Nassau) du côté néerlandais (province du Brabant-Septentrional).

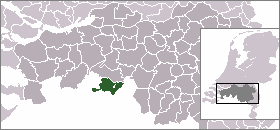
Baerle-Nassau, Brabant-du-Nord, Pays-Bas.

Vingt-deux enclaves belges en territoire néerlandais sont distribuées dans et autour de la ville, incluant elles-mêmes huit exclaves néerlandaises,.

## Histoire
C'est en 1198 que la ville a été séparée en deux entre Henri Ier, duc de Brabant, et Godefroid de Schoten, seigneur de Breda. En 1830, lors de l'indépendance de la Belgique ce sont ces frontières qui ont été reprises.
Lors de la pandémie de COVID-19, la ville a fait parler d'elle puisque certaines règles étaient différentes d'un pays à l'autre,.

## Toponymie
Il y a de nombreuses théories à propos de l'origine du nom Baarle (référencé dans de vieilles sources comme Barle ou encore Barlo). La dernière partie provient certainement du suffixe -loo, qui veut dire forêt sur un terrain sableux, à côté d'un établissement humain. La première partie pourrait dire:
- baar: un terrain nu, non-cultivé[5];
- barza: un mot Proto-germanique pour bois tendre;
- Baro ou Bera, un vieux nom de famille[6].

Les suffixes Hertog et "Nassau" font respectivement référence Hertog (Duc) de Brabant et la Maison de Nassau qui ont tenu la seigneurie de Breda.
Le nom du Tommel hameau trouve ses origines dans le nom latin tumulus, signifiant un tumulus funéraire. Des Urnes ont aussi été trouvé autour de Tommel, preuve que cette zone a été habité depuis l'Âge du Bronze.

## Personnalité
- Jean de Baerle, était natif de la ville.